# Siegfried Koller
Siegfried Koller (* 30. Januar 1908 in Stettin; † 26. März 1998 in Mainz) war ein deutscher Sozialmediziner.

## Leben
Koller promovierte 1930 in Göttingen bei Felix Bernstein zum Dr. phil. mit dem Thema: „Statistische Untersuchungen zur Theorie der Blutgruppen und zu ihrer Anwendung vor Gericht“.
1931 wurde er bei der 1927 in Bad Nauheim gegründeten „Deutschen Gesellschaft für Herz- und Kreislaufforschung“ („Kerckhoff Institut“; DGHKF) eingestellt, um mit einem Stipendium der Rockefeller-Stiftung ein statistisches Institut zu betreiben.

### Zeit des Nationalsozialismus
Koller trat zum 1. Mai 1933 der NSDAP bei (Mitgliedsnummer 2.174.518), zudem schloss er sich der SA, dem NS-Lehrerbund und dem NS-Dozentenbund an. Nachdem der Leiter der DGHKF Franz Gördel in die USA emigrieren musste, gehörte Koller dem Vorstand des Instituts an.
Am 14. Juli 1933 wurde das Gesetz zur Verhütung erbkranken Nachwuchses als gesetzliche Grundlage von Zwangssterilisierungen verabschiedet. Am Universitätsinstitut für Erb- und Rassenpflege in Gießen konnten bei Ratten durch Suchtgifte Keimschäden provoziert und nachgewiesen werden, was vom nationalsozialistischen Regime als wissenschaftliche „Grundlage“ zur Anwendung ihres Gesetzes zur Zwangssterilisierung auch auf Suchtkranke verwendet werden sollte. Ab 1934 engagierte sich Koller dafür, dass die DGHKF das „Institut für Erb- und Rassenpflege“ in Gießen unter der Leitung von Professor Heinrich Wilhelm Kranz finanziell unterstützte.
Vor 1936 wurde Koller mit dem Thema „Über den Erbgang der Schizophrenie“ zum Dr. med. promoviert. 1936 habilitierte er sich in Gießen mit seiner Schrift Die Auslesevorgänge im Kampf gegen die Erbkrankheiten. 1938 publizierte er zusammen mit dem Mathematiker Harald Geppert das Buch Erbmathematik. Theorie der Vererbung in Bevölkerung und Sippe, in dem unter anderem gefordert wurde, die „Sonderbehandlung“ für Erbkranke auch auf erblich Belastete wie „Gemeinschaftsunfähige“ auszudehnen.
Nachdem Koller 1939 Dozent für Biostatistik in Gießen geworden war, verfasste er zusammen mit dem Sozialmediziner Kranz ein mehrbändiges Werk zur nationalsozialistischen Gesellschaftspolitik, das von 1939 bis 1941 erschien:
- Die „Gemeinschaftsunfähigen“ – Ein Beitrag zur wissenschaftlichen und praktischen Lösung des sogenannten „Asozialenproblems“
  - Teil I – Kranz: Materialübersicht und Problemstellung, Gießen 1939,
  - Teil II – Kranz und Koller: Erbstatistische Grundlage und Auswertung, Gießen 1940,
  - Teil III – Kranz: Vorschlag für ein „Gesetz über die Aberkennung der völkischen Ehrenrechte zum Schutze der Volksgemeinschaft“, Gießen 1941, in: Schriftenreihe des Instituts für Erb- und Rassenpflege, Gießen, Heft 2.

Abschließend fordern die Autoren:
„Wir verfügen jetzt über die wissenschaftliche Erkenntnis, dass die Gemeinschaftsunfähigen aus minderwertigen erblichen Anlagen heraus handeln und diese Anlagen in mindestens durchschnittlichem Maße weitergeben. […] Dieser Gefahr muss durch die Entziehung der völkischen Ehrenrechte entgegengetreten werden.“
Unter diesen Rechten verstanden Kranz und Koller „die Rechte auf Ehre, auf Leben und auf Arbeit“. Die beiden Sozialmediziner gaben so von den Nationalsozialisten verübten Verbrechen wie Mord, Zwangssterilisation, Eheverbot und der zwangsweisen Auflösung von bestehenden Ehen den Anschein wissenschaftlicher Begründung.
1941 wurde Koller Leiter des neu gegründeten Biostatistischen Institutes der Universität Berlin. Im Rahmen der Reform des Berichtswesens nach dem Führerbefehl vom 21. März 1942 kamen junge Sozialtechniker wie Koller und Mikat aus der Gruppe „Zentrales Lazarettarchivwesen“ zum Zentralarchiv für Wehrmedizin. 1944 zum außerplanmäßigen Professor ernannt, gehörte Koller dem wissenschaftlichen Beirat des Bevollmächtigten für das Gesundheitswesen, Karl Brandt, an.

### Nach Kriegsende
Von 1945 bis 1952 war Koller im Zuchthaus Brandenburg als Gefangener der Sowjetischen Militäradministration interniert. Nach seiner Entlassung wechselte er in die Bundesrepublik, wo er von 1953 bis 1962 Leiter der Abteilung Bevölkerungs- und Kulturstatistik beim Statistischen Bundesamt war.
1956 wurde er zum Professor ernannt und wurde Lehrstuhlinhaber und Leiter des Institutes für Medizinische Dokumentation und Statistik der Johannes Gutenberg-Universität Mainz, dem heutigen Institut für Medizinische Biometrie, Epidemiologie und Informatik (IMBEI). 1957 war er auch Honorarprofessor in Heidelberg.
Koller war Mitgründer der Deutschen Gesellschaft für Medizinische Informatik, Biometrie und Epidemiologie (GMDS) und von 1953 bis 1955 deren Präsident. Er veröffentlichte mit Gustav Wagner das erste Standardwerk der medizinischen Informatik: Handbuch der medizinischen Dokumentation und Datenverarbeitung. Weitere Tätigkeitsfelder Kollers waren die Kommission für medizinische Epidemiologie und Sozialmedizin der Deutschen Forschungsgemeinschaft, der Bundesgesundheitsrat sowie der Beirat der Bundesärztekammer. Als Mitglied gehörte er der Deutschen Gesellschaft für Wehrmedizin und Wehrpharmazie und der Deutschen Gesellschaft für Bevölkerungswissenschaft an. Koller wurde nach dem Zweiten Weltkrieg in Deutschland zum wichtigsten Begründer des Fachs "Medizinische Dokumentation und Statistik" und damit auch der heutigen Nachfolgefächer Medizinische Informatik, Biometrie und Epidemiologie. Er verhalf diesen Fächern zu "Durchbruch und Ansehen".
Zu seinen akademischen Schülern gehörten u. a. Joachim Dudeck, Jörg Michaelis, Karl Überla und Norbert Victor.
Koller wurde am 31. Januar 1978 emeritiert. Am 17. Mai 1982 wurde Koller in Wiesbaden das Verdienstkreuz Erster Klasse des Verdienstordens der Bundesrepublik Deutschland verliehen.
Die Deutsche Gesellschaft für Innere Medizin entzog ihm 2021 nachträglich den Status als Ehrenmitglied.

## Publikationen
- Statistik der Kreislaufkrankheiten. In: Verhandlungen d. Dt. Ges. f. Kreislaufforschung. Bd. 9, Dresden 1936
- mit Harald Geppert: Erbmathematik. Theorie der Vererbung in Bevölkerung und Sippe. Leipzig, 1938 (228 S.)
- Über den Erbgang der Schizophrenie.  Zeitschrift f. d. ges. Neurologie u. Psychiatrie. Bd. 164, H. 2 u. 3, Berlin 1939 (Med. Dissertation)
- mit Heinrich Wilhelm Kranz: Die Gemeinschaftsunfähigen. Ein Beitrag zur wissenschaftlichen und praktischen Lösung des sogenannten "Asozialenproblems". Gießen, 1939–1941 (siehe oben)
- Graphische Tafeln zur Beurteilung statistischer Zahlen. Dresden 1943  (73 S.)
- Einführung in die Methoden der ätiologischen Forschung - Statistik und Dokumentation. Methods of Information in Medicine 1963:2, S. 1–13
- Die Aufgaben der Statistik und Dokumentation in der Medizin. Deutsche medizinische Wochenschrift 1963:88, S. 1917–1924
- Systematik der statistischen Schlußfehler. Methods of Information in Medicine 1964:3, S. 113–117
- Neue graphische Tafeln zur Beurteilung statistischer Zahlen. Darmstadt, 1969 (167 S.)